# Traubeneiche
Die Traubeneiche (Quercus petraea (Matt.) Liebl., Synonyme: Quercus sessilis Ehrh. ex Schur, Quercus sessiliflora Salisb.), auch Wintereiche genannt, ist eine Pflanzenart aus der Gattung der Eichen (Quercus) in der Familie der Buchengewächse (Fagaceae). Um ihre Zugehörigkeit zur Gattung der Eichen zu betonen, ist – etwa in der Botanik – auch die Bindestrichschreibweise Trauben-Eiche üblich.
Die Traubeneiche war Baum des Jahres 2014 in Deutschland.

## Beschreibung

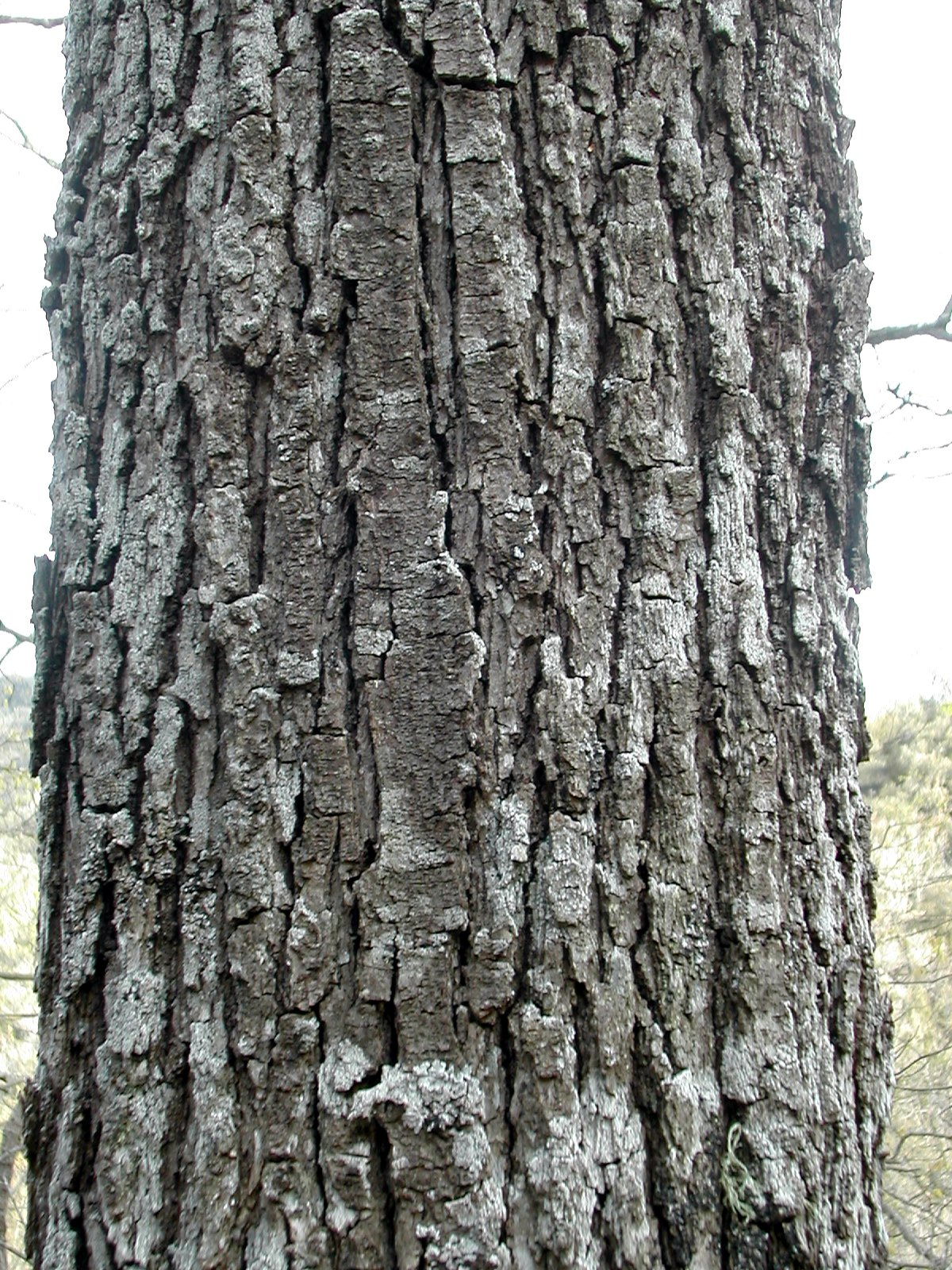
Borke der Traubeneiche

### Vegetative Merkmale
Die Traubeneiche wächst als sommergrüner Baum der Wuchshöhen von 25 bis 30 (selten bis zu 40) Meter und Stammdurchmesser bis über 2 Meter, selten bis über 2,5 Meter erreicht. Durch ihre kräftige Pfahlwurzel ist sie äußerst sturmfest. Wie die Stieleiche bildet die Traubeneiche Johannistriebe. Ihr Höchstalter liegt bei 800 bis 1000 Jahren. Die Baumkrone ist auf geradem Stamm hoch gewölbt mit strahlenförmig abgehenden Ästen, die viel gerader als bei der Stieleiche sind. Die Baumkrone ist lockerer als bei der Stieleiche, und die Belaubung ist gleichmäßiger verteilt. Die Rinde der Traubeneiche ist in der Jugend glatt und schwach grau-grün glänzend, später wird eine dicke, tief längsrissige, graubraune bis gräuliche Borke gebildet. Die Rinde der Zweige ist dunkelgrau, teilweise gerötet und grau bereift. Die Knospen sind groß, spitz kegelförmig, schwach fünfkantig, eiförmig und vielschuppig und sitzen an den Triebenden gehäuft. Jede Knospenschuppe ist hell orangebraun mit einer dunkelbraunen Spitze.
Die wechselständig an den Zweigen angeordneten Laubblätter sind in Blattstiel und -spreite gegliedert. Der Blattstiel ist 1 bis 2 cm lang und gelb. Die einfache, ledrigen Blattspreite ist 8 bis 12 (selten bis 16) Zentimeter lang, 5 bis 7 (selten bis 10) cm breit, an der Basis kurz keilförmig verschmälert und in fünf bis acht, selten bis zehn engen Buchten abgerundet gelappt bis gebuchtet. Die Blattoberseite ist tiefgrün glänzend und die Unterseite ist heller, anfangs büschelig flaumig und seidig behaart, später verkahlend.

### Generative Merkmale
Die Traubeneiche ist einhäusig getrennt geschlechtig (monözisch). Sie blüht von April bis Mai. Die männlichen Kätzchen sind 5 bis 8 cm lang. Die weiblichen Blüten sitzen endständig sowie in den Blattachseln der jungen Triebe gruppiert zu zwei bis sechsen; sie sind weißlich und kugelig mit purpurroten Narben.

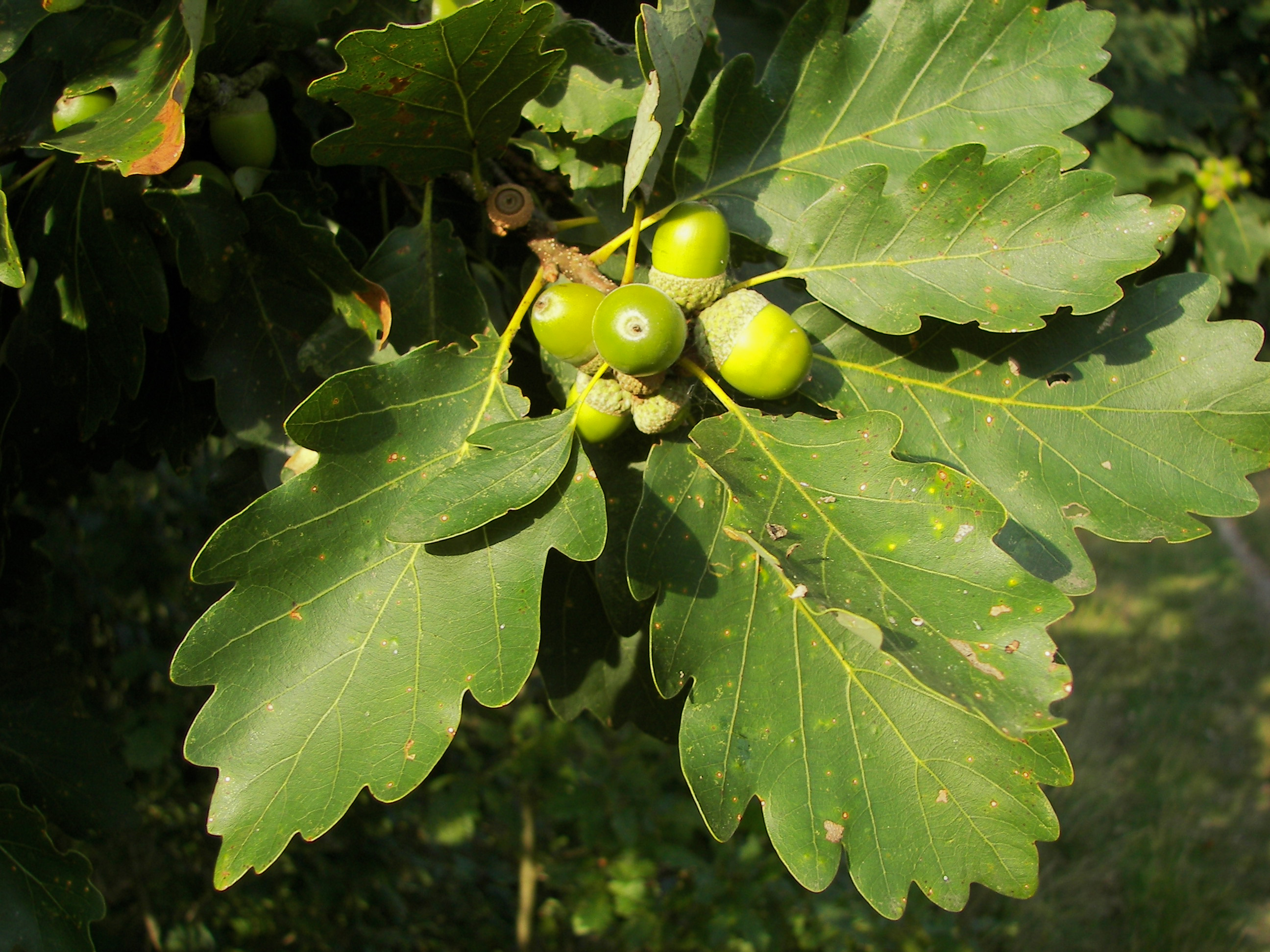
Laubblätter und Eicheln der Traubeneiche

Die Eicheln reifen von September bis Oktober. Sie sitzen gehäuft (daher der Name Traubeneiche!) an fast ungestielten Fruchtbechern. Die Eicheln sind 1,6 bis 2,6 cm lang (damit sind sie etwas kürzer als die der Stieleiche). Der Fruchtbecher umhüllt etwa die Hälfte der Eichel und ist dicht flaumig behaart. Die Eicheln dienen verschiedenen Tieren als Nahrung und werden von ihnen verbreitet. Vor allem der Eichelhäher sorgt durch Anlage von Nahrungsdepots für die Verbreitung der Traubeneiche (Hähersaaten).
Die Chromosomenzahl beträgt 2n = 24.

## Unterscheidung zur Stieleiche

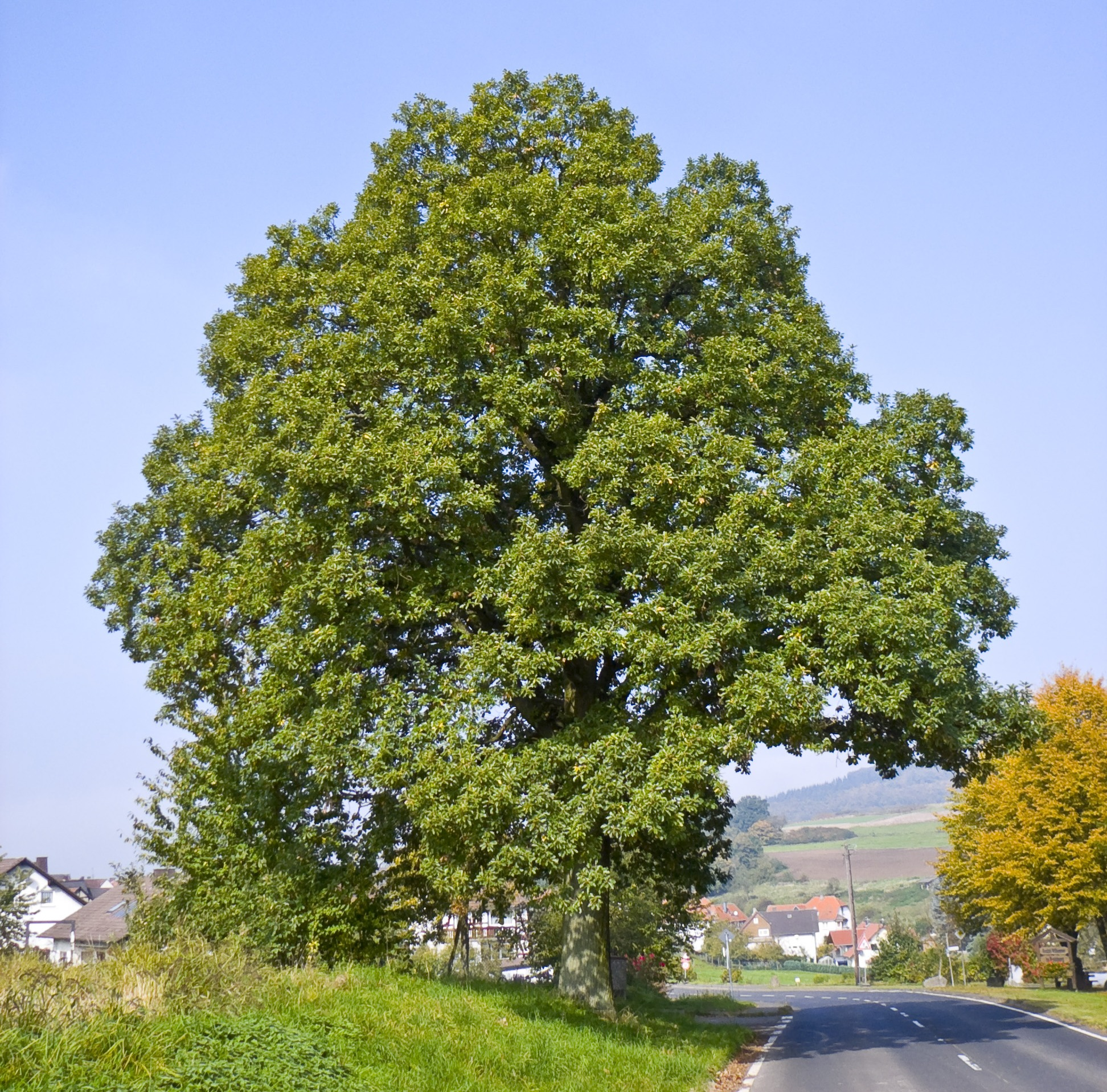
Habitus der Traubeneiche

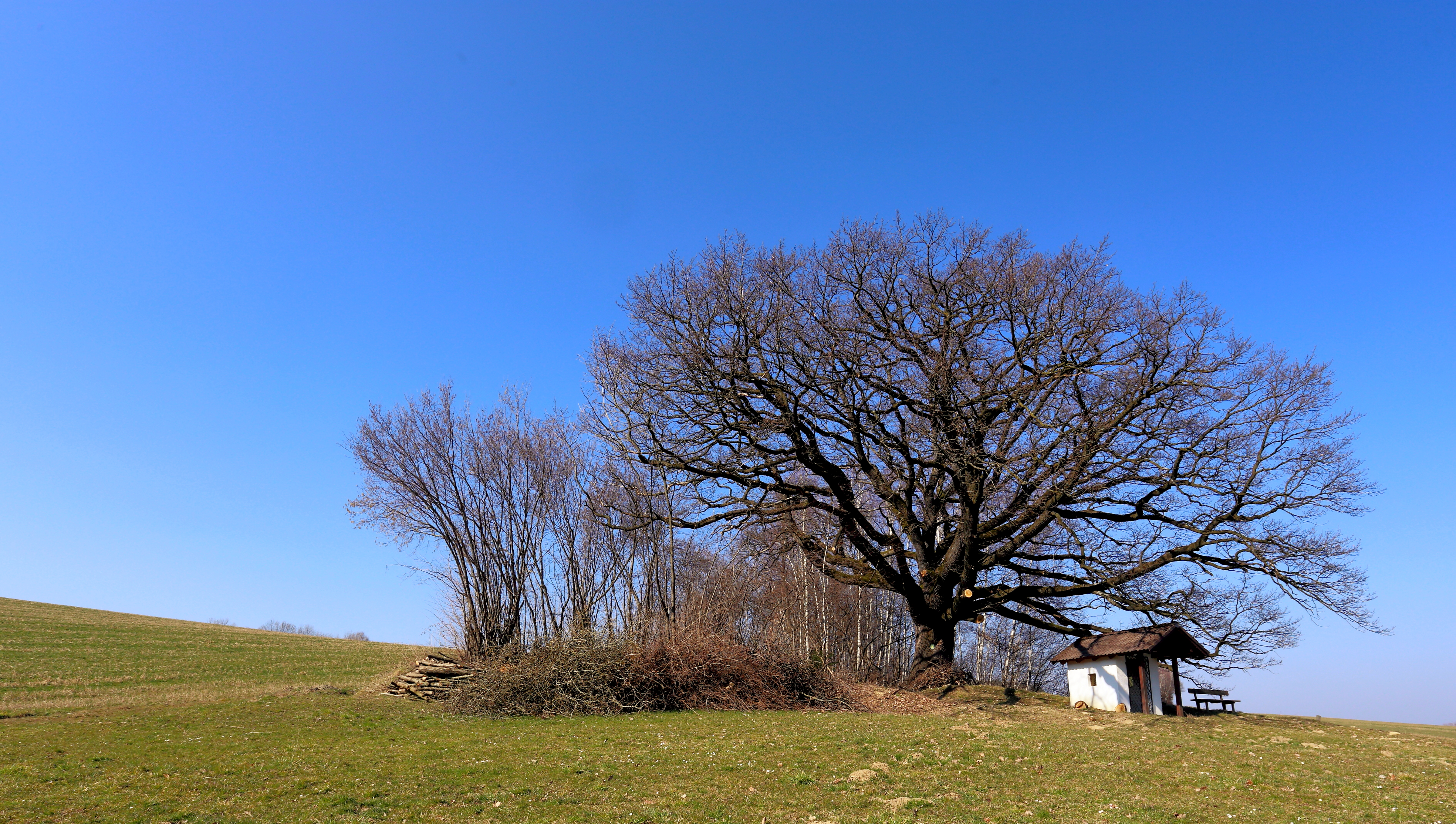
Habitus der Traubeneiche

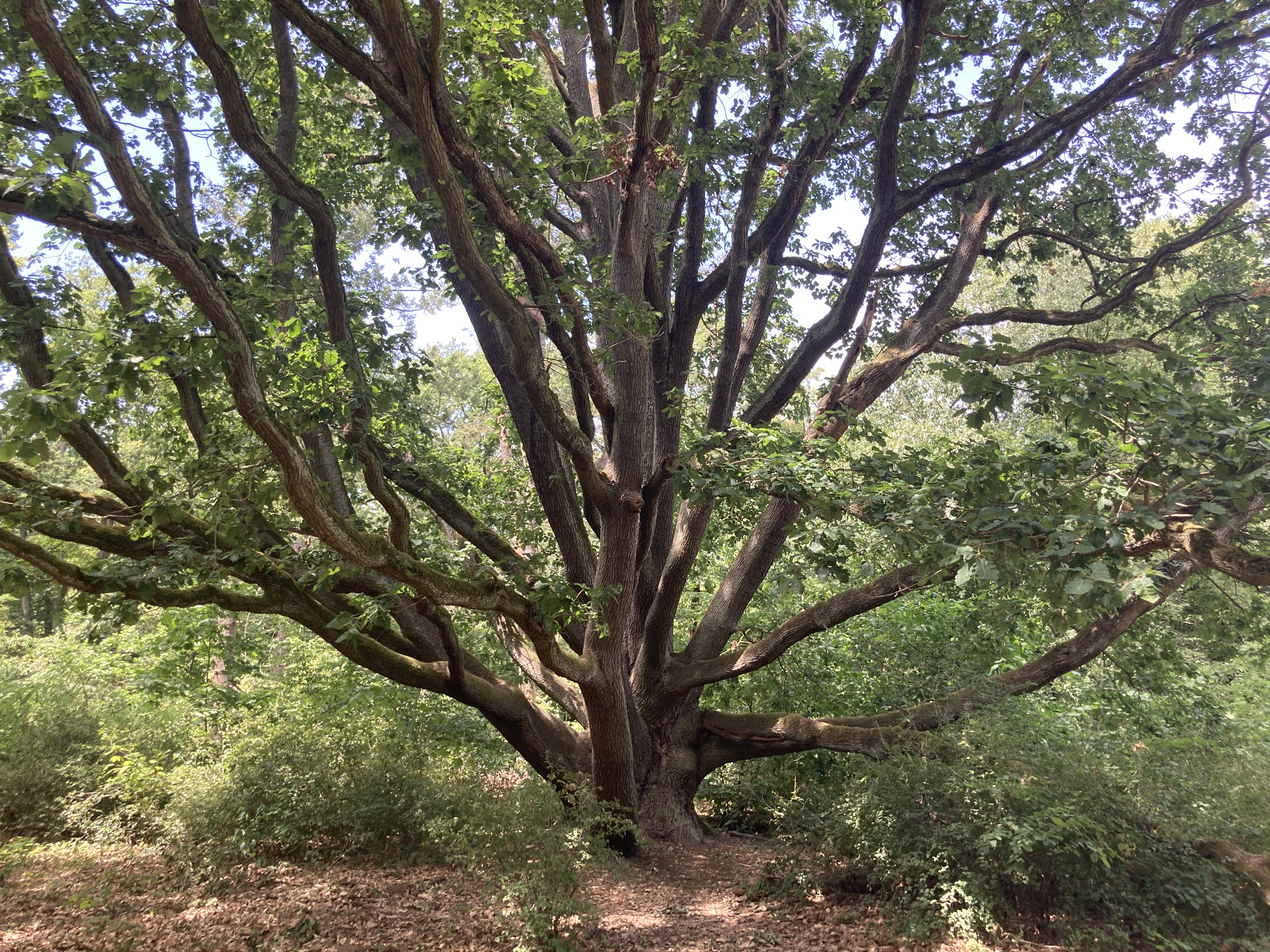
Traubeneiche auf der Pfaueninsel (Berlin)

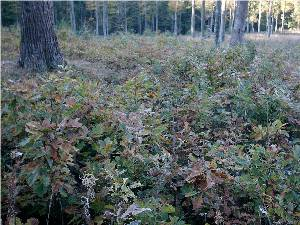
Traubeneichen-Saatfläche

Die Stieleiche und die Traubeneiche ähneln sich sehr. Viele Systematiker und Genetiker sehen in der Traubeneiche nur eine Standortrasse der Stieleiche. In der Verbreitung und der Morphologie gibt es jedoch einige Unterschiede: Die Traubeneiche kommt bevorzugt in den Hügel- und niedrigen Berglagen vor, zum Beispiel im Spessart und im Pfälzerwald. Ihre Früchte sitzen gehäuft an sehr kurzen Stielen. Die Blätter sind zwei bis drei Zentimeter lang gestielt. Die Blattbasis ist keilförmig und nicht geöhrt. Im mittleren Spreitenbereich der Blätter enden die Seitennerven nie in den Buchten. Traubeneichen sind empfindlicher gegen Nässe als Stieleichen, gleichzeitig aber auch trockenheitsresistenter. Traubeneichen sind noch hitze- und stadtklimaverträglicher als Stieleichen.
Stieleiche und Traubeneiche können bastardisieren. Ob solche Bastarde in realen Beständen eine Rolle spielen, ist unklar. Meist erwiesen sich Pflanzen mit intermediären Merkmalen doch als einer der beiden Arten zugehörig.

## Systematik
Man unterscheidet fünf Unterarten:
- Quercus petraea subsp. austrotyrrhenica Brullo, Guarino & Siracusa: Sie kommt in Süd-Italien und Sizilien vor.
- Quercus petraea subsp. huguetiana Franco & G.López: Sie kommt im nördlichen Spanien vor.
- Quercus petraea subsp. petraea : Sie kommt von Europa bis zur Türkei vor.
- Quercus petraea subsp. pinnatiloba (K.Koch) Menitsky: Sie kommt von der Türkei bis Syrien vor.
- Quercus petraea subsp. polycarpa (Schur) Soó: Sie kommt von der Slowakei bis zur Balkanhalbinsel, auf der Krim und von der Türkei bis zum nördlichen Iran vor.

## Zuchtformen
- 'Mespilifolia':
Diese seltene Form kann bis 16 Meter hoch werden bei einem Stammdurchmesser von bis zu einem Meter. Die Blätter sind länglich-lanzettlich, dabei bis 22 cm lang und 3–5 cm breit; sie haben einen verdickten, etwas ausgebuchteten ungelappten Rand; bisweilen haben einige Blätter einen unregelmäßigen Lappen. Der Blattstiel ist oft dunkelrot.
- 'Columna':
Es handelt sich entweder um eine Sorte der Traubeneiche (Quercus petraea) oder eine Kreuzung aus Stiel- und Traubeneiche (Quercus × rosacea). Sie ist dicht verzweigt, die Blätter sind kaum gelappt, die Sorte ist wenig mehltauanfällig.
- 'Laciniata':
Mit geschlitzten Blättern.

## Vorkommen
Die Traubeneiche ist nach der Stieleiche die in Mitteleuropa am weitesten verbreitete Eichenart. Ihr Verbreitungsgebiet reicht von Italien und Nordgriechenland im Süden bis zu den Britischen Inseln und Südskandinavien im Norden. Sie kommt von Nordspanien im Westen bis Polen, Südwestrussland und dem Schwarzen Meer bis zum nördlichen Iran im Osten vor. Gegenüber der Stieleiche reicht ihr Verbreitungsgebiet nicht so weit in den Osten; sie bevorzugt atlantisches und subatlantisches Klima. Die Traubeneiche steigt in den Südalpen bis auf 1100 m, so z. B. im Sonderwaldreservat Plontabuora.
Die Traubeneiche kommt auf trockenen bis frischen, mittel- bis tiefgründigen Stein- und Lehmböden vor (der wissenschaftliche Artname „petraea“ (Felsen) weist auf die Steinböden hin). Sie toleriert auch schlecht nährstoffversorgte Standorte. Im Gegensatz zur Stieleiche meidet sie staunasse und wechselfeuchte Böden. Die lichtbedürftige Traubeneiche wird in Mitteleuropa auf normalen Standorten von der schattentoleranten, konkurrenzstarken Rotbuche verdrängt und kommt nur als Nebenbaumart vor. Sie ist deswegen nur auf Sonderstandorten bestandsbildend: auf strengen Tonböden in Eichen-Hainbuchenwäldern und auf nährstoffarmen, trockenen Sandböden in Eichen-Birkenwäldern und Eichen-Kiefernwäldern. Im submediterranen Klimabereich bildet sie Mischwälder mit der Flaumeiche und der Zerreiche. Sie ist eine Charakterart der Klasse Querco-Fagetea.
Viele Eichenwälder in Mitteleuropa sind anthropogenen Ursprungs. Es sind durchgewachsene Mittelwälder, da die Traubeneiche durch ihre Stockausschlagsfähigkeit die Mittelwaldbewirtschaftung besser verträgt als die Rotbuche. Auch wurden die Eichen wegen ihres wertvollen Holzes und ihrer als Viehfutter verwendeten Früchte (Eichelmast) schon immer gezielt gefördert.

## Nutzung

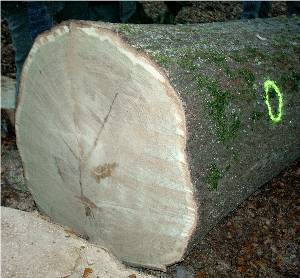
Traubeneiche – Furnierstamm

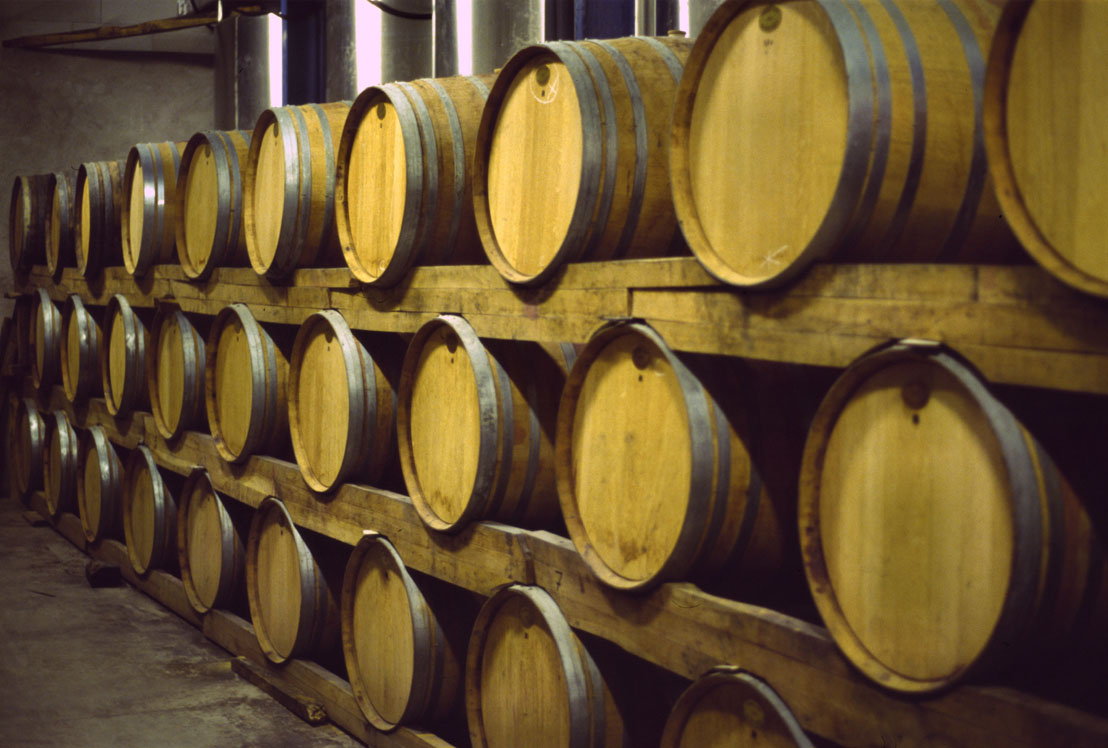
Weinfässer aus Eichenholz

Die Traubeneiche ist ein ringporiger Kernholzbaum. Der gelblich-weiße Splint ist nur schmal ausgebildet, das Kernholz hat eine hell- bis dunkelbraune Farbe. Die mittlere Rohdichte beträgt 0,65 (0,39–0,93) g/cm³. Das Eichenholz ist hart, zäh, sehr dauerhaft und gut zu bearbeiten. Das Holz der Traubeneiche wird vielseitig verwendet: im Wasserbau, als Bauholz, für Schwellen und Pfähle, im Innenausbau für Treppen und Fußböden und massiv als Möbelholz. Hochwertiges Eichenholz stammt meist von der Traubeneiche und wird zur Furnierherstellung und zum Fass- und Barrique-Bau verwendet, wobei der bei der Verarbeitung von Eichenholz anfallende Staub (siehe Hartholzstaub) beim Menschen allerdings nachgewiesenermaßen auch Nasenschleimhautkrebs erzeugen kann. Berühmte Wertholzbestände finden sich im Spessart, im Steigerwald und im Pfälzerwald. Auch als Brennholz eignet sich das Eichenholz hervorragend. Als Parkbaum eignet sich die Traubeneiche ebenfalls sehr gut, da sie früh im Jahr austreibt und im Herbst ihre Blätter mit am längsten behält, außerdem nicht so trockenheitsempfindlich ist wie die Stieleiche.
Die durch Bitterstoffe für den Menschen roh ungenießbaren Eicheln sind sehr nahrhaft und enthalten bis zu 38 % Stärke. Eichel-Malz eignet sich aber recht gut zur Bierherstellung. Eicheln eignen sich auch zur Herstellung von Fruchtkaffee.
Früher war die Bedeutung der Eichenwälder zur Schweinemast größer als zur Holznutzung. Viele der heute wertvollen Bestände wurden für diesen Zweck oder zur Wildäsung angelegt.
Vor dem großflächigen Feldfutterbau ab dem 19. Jahrhundert war die Waldweide die wichtigste Art der Schweinemast. Aus dieser Zeit stammt der Spruch „Auf den Eichen wächst der beste Schinken“.
Eine weitere Nutzung war die der Rinde als Gerberlohe. Dazu wurde die Traubeneiche als Niederwald, so genannte Lohhecken, bewirtschaftet, alle 15 bis 20 Jahre geerntet, die Stämme geringelt und die Rinde abgeschält. Die getrocknete Rinde hat einen Gerbsäureanteil von 8 bis 20 %.

## Pharmakologie
Als Heildroge wird die getrocknete, borkenfreie Rinde junger Zweige und Stockausschläge (Quercus cortex) verwendet.
Sie enthält bis zu 20 Prozent Gerbstoffe vom Catechin-Typ (vorwiegend oligomere Proanthocyanidine), zum Teil auch Ellagitannine; das Cytosol Quercitol und Triterpene.
Im Vordergrund der Anwendungen steht die adstringierende, austrocknende, blut- und juckreizstillende, aber auch die antiseptische Wirkung der Gerbstoffe, die die Heilung fördert.
Abkochungen der Eichenrinde werden demgemäß äußerlich zu Bädern oder Umschlägen bei Hauterkrankungen, vermehrter Fußschweißbildung, Frostschäden, Hämorrhoiden und Analfissuren eingesetzt; auch zum Spülen und Gurgeln bei leichten Entzündungen im Mund- und Rachenraum.
Früher wurden auch die Galläpfel der Traubeneiche in der Heilkunde verwendet.